# 聖地亞哥·加西亞 (阿根廷足球員)
聖地亞哥·加西亞（Santiago García，1988年7月8日—），是一名阿根廷的職業足球運動員，司職左後衛，現效力智利足球甲級聯賽球會卡拉雷聯。